# Prefixele telefonice 503 și 971 (Statele Unite ale Americii)

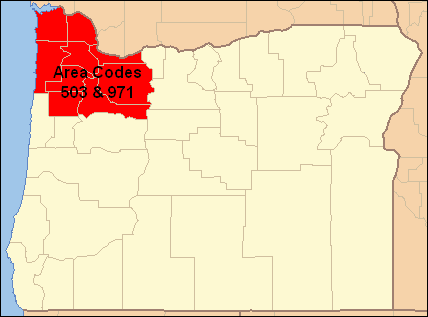
     Zona prefixelor telefonice 503 și 971
Prefixele telefonice 503 și 971 (conform originalului, area codes 503 and 971), care fac parte din sistemul de prefixe nord-american pentru Canada și Statele Unite ale Americii, deservesc extremitatea nord-vestică a statului american Oregon, incluzând localitățile Portland, Salem, McMinnville, Tillamook, Astoria, precum și altele.
Prefixul telefonic 503 (conform, Area code 503) a fost unul dintre prefixele telefonice  originare create în octombrie 1947, și anterior creării prefixului 541, care a început serviciul la 5 noiembrie 1995, a acoperit între 1947 și 1995 întreg statul Oregon.  Începând cu 1 octombrie 2000, prefixul telefonic 971 (area code 971) a fost adăugat celor două anterioare, 503 și 541, pentru a acoperi mai bine creșterea explozivă a folosirii liniilor telefonice.  Astfel, cu excepția comitatelor Clatsop și Tillamook, formarea numerelor cu zece cifre a devenit obligatorie.
Oricum, din motive neașteptate, expunerea și folosirea prefixului 971 a fost mult mai redusă decât se așteptase.  Ca atare, s-a decis ca cele două prefixe să se suprapună (acoperind aceiași zonă geografică și fiind considerate reciproc numere locale), la care s-au adăugat, de la 27 aprilie 2008  Arhivat în 26 noiembrie 2010, la Wayback Machine. și comitatele Clatsop și Tillamook, care fuseseră anterior excluse.
| Prefixele telefonice ale statului american Oregon sunt 503, 541, și 971.              | Prefixele telefonice ale statului american Oregon sunt 503, 541, și 971. | Prefixele telefonice ale statului american Oregon sunt 503, 541, și 971. |
| ------------------------------------------------------------------------------------- | ------------------------------------------------------------------------ | ------------------------------------------------------------------------ |
|                                                                                       | Nord 360                                                                 |                                                                          |
| Vest Oceanul Pacific                                                                  | 503 și 971                                                               | Est 541 și 458                                                           |
|                                                                                       | Sud 541 și 458                                                           |                                                                          |
| Prefixele telefonice ale statului american Washington sunt 206, 253, 360, 425 și 509. |                                                                          |                                                                          |